# Philoscia squamuligera
Philoscia squamuligera är en kräftdjursart som beskrevs av Karl Wilhelm Verhoeff1931. Philoscia squamuligera ingår i släktet Philoscia och familjen Philosciidae.

## Underarter
Arten delas in i följande underarter:
- P. s. tendana
- P. s. briani